# Promenade Saint-Antoine
La promenade Saint-Antoine est une zone de verdure située en vieille ville de Genève en Suisse.

## Histoire
Le bastion de Saint-Antoine, qui offre une belle vue sur le lac et la campagne genevoise, semble avoir été fréquenté à titre de détente dès la fin du XVIIe siècle. Vers 1720, la terrasse reçoit les premiers agréments destinés au confort des promeneurs, à savoir quelques bancs et une vingtaine d’arbres. À partir de 1802, la promenade est étendue à toute la surface de l’esplanade et plantée d’un grand quinconce de tilleuls, d’ormes et de marronniers. Mais en 1866, la percée de la rue Charles-Galland coupe en deux la promenade. La partie nord à échappe à circulation automobile et est replantée en 1919 d’acacias, tandis que, sur la partie sud, les arbres du XIXe siècle sont abattus en 1942 ; cette zone devient alors progressivement un parking et il faut attendre le début des années 1990, avec la création d’un parking souterrain, pour voir la restauration de la promenade, élargie et plantée de micocouliers.

## Fouilles archéologiques
De récentes fouilles archéologiques dans ce secteur ont permis de mieux comprendre l'urbanisation des abords de la cité antique, de même que l'installation des premières aires funéraires.
En effet diverses structures en maçonnerie retrouvées sont sans doute à mettre en relation avec un établissement plus vaste, situé en contrebas d'une domus gallo romaine découverte vers la fin du XXe siècle sous la cour de l'ancienne prison Saint-Antoine. Elles sont aussi en lien avec des fosses-dépotoirs dont les trouvailles de céramique, d'ossements animaux et, plus rarement, d'objets de la vie quotidienne, appartiennent à l'extrême fin du Ier siècle av. J.-C..
Il faut sans doute dater de l'époque tardo-antique, en marge des résidences gallo-romaines laissées à l'abandon dès le IIe siècle de notre ère, l'installation d'une vaste nécropole qui s'est développée le long des principaux axes routiers à partir de la fin du IIIe siècle. Cette nécropole a été reconnue à maintes reprises depuis le XIXe siècle sur un large secteur compris entre la cour de la prison Saint-Antoine et le bas de la rue Verdaine en passant par la cour du collège Calvin. La zone récemment fouillée a livré 55 inhumations généralement orientées nord-ouest/sud-est, qui révèlent des pratiques funéraires typiques de la fin du IVe siècle ou début du Ve siècle. Il est difficile de savoir si ces tombes étaient en relation avec un sanctuaire chrétien, dont aucune trace n'a été retrouvée dans la zone analysée.
Ces vestiges tardo-antiques apparaissent recouverts, voire perturbés par des interventions ultérieures, tout particulièrement par l'établissement de l'église funéraire de Saint-Laurent et de son cimetière aux Ve et VIIe siècles. L'édifice n'a été retrouvé que partiellement, sur un replat de la pente en aval de la parcelle gallo-romaine. Son utilisation s'est poursuivie jusqu'au IXe siècle au moins. 105 sépultures ont été mises au jour à l'intérieur de l'édifice et à ses alentours.
Cette église Saint-Laurent semble avoir été partiellement abandonnée entre le IXe siècle et le Xe siècle. Progressivement, de nouvelles sépultures recouvrent par endroits les éléments architecturaux de l'ancienne église. On a pu rattacher 77 tombes à cette phase de l'époque carolingienne. Deux datations au radiocarbone ont donné une fourchette chronologique comprise entre l'an 970 et 1170.
Parmi les 300 sépultures découvertes dans le cadre des fouilles entreprises depuis 2012 dans le secteur de l'esplanade Saint-Antoine, un petit groupe de quatre tombes retient l'attention: il s'agit d'inhumations multiples et plus ou moins contemporaines, qui se situent entre le XIIe siècle et le début du XVIe siècle. L'étude anthropologique et génétique a permis d'éclairer quelque peu cette pratique très particulière. Trois tombes doubles et une triple regroupent essentiellement des jeunes. Ainsi, deux adolescents ont été ensevelis pratiquement l'un sur l'autre, le garçon étant déposé au-dessus de la jeune fille. Une autre tombe contient trois enfants de 9 à 12 ans, également placés les uns sur les autres. Une autre fosse recèle deux adolescents, dont une jeune fille, tandis que la quatrième réunit deux femmes adultes de plus de 30 ans. Les éléments les plus frappants sont la simultanéité des ensevelissements, le regroupement topographique dans le cimetière, enfin le jeune âge de la plupart des décédés. Une autre anomalie est la superposition des corps, ces derniers ne donnant toutefois pas l'impression d'une simple fosse commune, car les bras repliés sur le ventre témoignent de gestes funéraires. Ces morts sont sans doute à mettre en relation avec une situation d'urgence dans un contexte d'épidémie ou de famine, lors d'épisodes aigus de mortalité qui obligent à des inhumations simultanées. Ces regroupements permettent également de supposer ici des inhumations réunissant des personnes vivant ensemble sans nécessairement avoir un lien de parenté. Des décès liés à une école ou institution religieuse, par exemple, permettraient d'expliquer la présence de sujets essentiellement juvéniles.
La promenade et le boulevard en contrebas sont la marque historique des fortifications de la ville entre le XVIIe et le XIXe siècle. Les vestiges des fortifications du XVIe siècle, découverts à l'occasion de la construction du parking Saint-Antoine, sont accessibles par un ascenseur.